# 페르세우스자리-페가수스자리 필라멘트
페르세우스자리-페가수스자리 필라멘트(영어: Perseus–Pegasus Filament)는 약 10억 광년(또는 300/h Mpc 이상) 길이의 은하 필라멘트이다. 페르세우스자리-물고기자리 초은하단을 포함하며, 현재 우주에서 알려진 가장 큰 구조 중 하나로 여겨진다.
이 필라멘트는 물고기자리-고래자리 복합 초은하단에 인접해 있다.

## 발견
페르세우스자리-페가수스자리 필라멘트는 1985년 뉴멕시코 주립 대학의 데이비드 바투스키와 잭 번스에 의해 발견되었다.

## 같이 보기
- 에이벨 목록
- 관측 가능한 우주
- 초은하단